# Casa de misericordia de Barcelona
La casa de misericordia de Barcelona fue fundada en 1583, por el consejo de Barcelona a instancias del Sr. D. Diego Pérez Valdivia arcediano de la Santa iglesia de Jaén y el obispo Joan Dimas Loris. Miguel de Giginta, padre de las casas de misericordia, también participó en el proyecto. Se hallaba situada en la calle de Elisabets.
Habiendo pasado sucesivamente por diferentes vicisitudes, finalmente quedó reducida a asilo de niñas y muchachas pobres. Por real orden de 26 de mayo de 1775 se creó una junta directiva del establecimiento con el obispo por presidente. Estaba dividida la casa en dos departamentos: uno de ancianas impedidas y otro de niñas que habían de tener menos de doce años para ser admitidas y mantenerse en la casa después de adultas, si no se les proporcionaba salida. 
Una comunidad de religiosas terciarias cuidaba de la asistencia, educación y enseñanza de las infelices, en varios ejercicios como hilar cáñamo, lana o algodón, hacer calceta, bordar y coser así como leer, escribir y contar. El establecimiento era muy vasto con un gran patio en el centro, plantado de árboles y con surtidores de agua para el recreo y esparcimiento de las niñas. Tenían una iglesia que da a la calle y una capilla interior bastante capaz, en donde se reunían para oír misa y rezar. El refectorio, las salas de labor, los dormitorios, la enfermería y demás dependencias de la casa eran piezas muy grandes, ventiladas, de buenas luces y se conservaban con la mayor limpieza y aseo. Las niñas permanecían en ellas hasta que, o eran reclamadas por los que pidieron su ingreso o salían para casarse o para servir de criadas o camareras en casas de familias decentes, envejeciendo algunas en el establecimiento. 
Su renta consistía en unas asignación anual, las labores de las niñas y las limosnas de los bienhechores. 